# 第七章：算帳
〈第七章：算帳〉（英語：Chapter 7: The Reckoning）是美國太空歌劇網路電視劇《曼達洛人》第一季的第七集，本集由強·法夫洛編劇，黛博拉·周執導，於2019年12月18日在Disney+上線。佩德羅·帕斯卡領銜出演男主角曼達洛人，他是一名孤獨的槍手和賞金獵人，帶著孩子躲避客戶的追捕。本集獲得第72屆黃金時段艾美獎的一項提名。

## 劇情
曼達洛人收到公會首領格里夫·卡加發來的求援消息。卡加表示因為孩子從客戶手中逃脫，公會所在的小鎮被客戶帶領帝國餘黨侵佔。卡加希望以孩子為誘餌，與曼達洛人雙方合作解決客戶的帝國勢力，奪回小鎮。卡加答應與曼達洛人之前的仇怨一筆勾銷，從此他和孩子將不再受到賞金獵人的騷擾。曼達洛人感覺到這是個陷阱，他找到卡拉·鄧恩和奎伊爾協助自己。在奎伊爾居住的沙漠星球，曼達洛人還遇到被奎伊爾修好的機器人IG-11。奎伊爾告訴曼達洛人，他將IG-11重新編程為保母機器人，能夠保護孩子。一行人前往尼瓦羅星球與卡加會面。當晚他們遭遇數隻會飛行的邁諾克蝙蝠攻擊。卡加在戰鬥中受傷，孩子使用原力將他治愈。
第二天，卡加感念孩子的救命之恩，在同伴動手前殺死了他們，告知曼達洛人這確實是帝國設下的陷阱。曼達洛人決定將計就計，假裝被捕，前去會見客戶並伺機殺死他，奎伊爾獨自將孩子帶回飛船。在與客戶會面之際，他們的計劃被星區長吉迪恩打亂，吉迪恩率領大批帝國風暴兵和帝國死亡兵開始射擊，將客戶及其手下殺死，曼達洛人、鄧恩和卡加被圍困在室內。吉迪恩對三人稱他很快會得到孩子。另有兩名帝國偵查兵竊聽到曼達洛人與奎伊爾的對話，他們駕駛飛行摩托追上奎伊爾並殺死了他，將孩子帶走。

## 製作

### 開發
本集由強·法夫洛編劇，黛博拉·周執導。

### 選角
2018年11月，尼克·諾特確定出演《曼達洛人》。12月，詹卡洛·埃斯波西托、卡爾·韋瑟斯和韋納·荷索加入主演陣容，分別出演星區長吉迪恩、格里夫·卡加和客戶。吉娜·卡拉諾與塔伊加·維迪提參與演出。布倫丹·韋恩（Brendan Wayne）和拉夫·克羅德是佩德羅·帕斯卡的特技替身演員。
米斯蒂·羅莎斯（Misty Rosas）擔當奎伊爾的形態演員。孩子的動作由多名傀儡师完成。

### 音樂
| 評論得分 | 評論得分 |
| 來源     | 評分     |
| -------- | -------- |
| Allmusic | [ 9 ]    |

《曼達洛人》的音樂原聲帶由魯德溫·葛瑞森作曲，每集相應的音樂原聲帶數字版於播出當日在亞馬遜和iTunes上發行。
| 曲序     | 曲目            | 时长  |
| -------- | --------------- | ----- |
| 1.       | Man of Honour   | 2:19  |
| 2.       | Reprogram       | 2:32  |
| 3.       | Kuiil           | 1:22  |
| 4.       | The Standoff    | 2:57  |
| 5.       | Black Skies     | 4:37  |
| 6.       | This Is It      | 1:57  |
| 7.       | The Arrival     | 3:16  |
| 8.       | The Mandalorian | 2:20  |
| 总时长： | 总时长：        | 21:20 |

## 迴響
〈第七章：算帳〉得到整體好評。在影視匯總媒體點評網站爛番茄上，本集獲得100%的新鮮度，8.46/10分（26位劇評人）。該網站對本集的關鍵共識寫道：「本集收束此前的多條故事線，熟悉角色的回歸使得情節感情充沛」。網站的編輯泰勒·赫斯科（Tyler Hersko）給出正面評價，本集機具西部科幻風格，令人好奇大結局會發生什麼。《滾石》雜誌編輯艾倫·塞賓沃爾（Alan Sepinwall）認為經過前面幾集精心的鋪墊，本集既驚險由有趣。
本集獲得第72屆黃金時段艾美獎的黃金時段艾美獎最佳攝影獎（半小時影集）獎項提名。

## 資料來源
1. ↑  Tyler, Jacob. . Geeks WorldWide. 2019-10-18  [2019-12-13]. （原始内容存档于2019-10-23） （美国英语）.
2. ↑  Kit, Borys. . The Hollywood Reporter. 2018-11-30  [2018-11-30]. （原始内容存档于2018-12-01）.
3. ↑  Boucher, Geoff. . Deadline Hollywood. Penske Media Corporation. 2018-12-12  [2018-12-12]. （原始内容存档于2019-10-24）.
4. ↑  Kit, Borys. . The Hollywood Reporter. 2018-11-14  [2018-11-14]. （原始内容存档于2018-11-15）.
5. ↑  Breznican, Anthony. . Entertainment Weekly. Meredith Corporation. 2019-04-14  [2019-04-15]. （原始内容存档于2019-04-14）.
6. ↑  Miller, Liz Shannon. . Vulture. 2019-12-09  [2019-12-09]. （原始内容存档于2019-12-09）.
7. ↑  Ivey, Jason D. . bobafettfanclub.com. 2020-03-02  [2020-06-28]. （原始内容存档于2020-04-26）.
8. ↑  Spencer, Samuel. . newsweek.com. 2019-12-02  [2020-06-28]. （原始内容存档于2019-12-08）.
9. ↑  The Mandalorian: Chapter 7 [Original Score]在Allmusic上的頁面. [2020-08-26].
10. ↑  . Apple Music. Apple Inc. 2019-12-18  [2019-12-29]. （原始内容存档于2019-12-19）.
11. ↑  . Rotten Tomatoes. Fandango.   [2020-05-05]. （原始内容存档于2020-11-11）.
12. ↑  Hersko, Tyler. . IndieWire. Penske Media Corporation. 2019-12-18  [2019-12-19]. （原始内容存档于2021-01-26）.
13. ↑  Sepinwall, Alan. . Rolling Stone. Penske Media Corporation. 2019-12-19  [2019-12-19]. （原始内容存档于2020-11-28）.
14. ↑  . Emmys. 2020-07-28  [2020-07-28]. （原始内容存档于2020-11-05）.

## 外部連結
- 官方网站
- 互联网电影数据库（IMDb）上《第七章：算帳》的资料（英文）
- Wookieepedia上的相关条目：〈第七章：算帳〉